# 野町和嘉
野町 和嘉（のまち かずよし、1946年10月15日 - ）は、日本のドキュメンタリー写真家。高知県三原村出身。

## 人物・来歴
高知県立高知工業高等学校卒業後、写真家・杵島隆に師事。1971年よりフリーの写真家となる。1972年よりサハラ砂漠をはじめとした乾燥地帯の撮影を行う。1980年代後半より中近東・アジア、2002年以降はアンデスを主な撮影地域としている。1990年、写真集「ナイル」等により芸術選奨新人賞美術部門受賞。2009年、紫綬褒章受章。
2019年から2023年、日本写真家協会会長。

## 受賞歴
- 1979年、「サハラ」で第29回日本写真協会新人賞
- 1982年、米国報道写真家協会年度賞雑誌部門銀賞
- 1984年、｢バハル アフリカが流れる｣、｢サハラ悠遠｣で第3回土門拳賞
- 1990年、｢長征夢現｣、｢ナイル｣で芸術選奨文部大臣新人賞、第39回日本写真協会年度賞
- 1993年、｢RIFT VALLEY ODYSSEY－地球へ｣で第24回講談社出版文化賞
- 1997年、｢サハラ20年｣で第40回日本写真協会年度賞、第13回東川賞国内作家賞

## 主な出版
- 『サハラ縦走』日本交通公社出版事務局、1977、のち岩波書店同時代ライブラリー
- 『サハラ 空と砂の間で』平凡社　1978
- 『Sinai・聖書の旅 モーセの足跡を追って』平凡社　1979
- 『アフリカ最後の秘境バハル! 野町和嘉写真展』PPS通信社　c1983
- 『サハラ悠遠 野町和嘉写真集』岩波書店　1983
- 『バハル アフリカが流れる』集英社　1983
- 『飢えを喰らう いまは嘆きの大地、エチオピア』情報センター出版局　1985
- 『モロッコ 野町和嘉写真集』岩波書店　1987
- 『長征夢現 リアリズムの大地・中国』情報センター出版局　1989、のち「長征 毛沢東の歩いた道」講談社文庫
- 『ナイル』情報センター出版局　1989
- 『地球へ!』講談社　1992
- 『チベット 天の大地』集英社　1994
- 『ユーラシアの遠い道』新潮社　1994
- 『サハラ20年 野町和嘉写真集』講談社　1996
- 『ナイル河紀行　とんぼの本』新潮社　1996
- 『写文集 ナイル』講談社文庫　1997
- サイイド・ホセイン・ナスル『メッカ巡礼』集英社　1997
- 『神よ、エチオピアよ Ethiopia』集英社　1998
- 南里空海『ヴァチカン ローマ法王、祈りの時』世界文化社　2000、新装版2010
- 『メッカ 聖地の素顔　カラー版』岩波新書　2002
- 後藤明『イスラーム不思議曼荼羅』ユーラシア旅行社　2003
- 『祈りの回廊』写真・文　小学館文庫　2004
- 『異次元の大地へ』高知新聞社 2005
- 『エチオピア黙示録 野町和嘉写真集』写真・文　岩波書店　2005
- 『地球巡礼 30 years of great reportage』写真・文　新潮社　2005
- ダライ・ラマ14世『ゆるす言葉 Dalai Lama’s word collection』イースト・プレス　2008、のち「愛と信念の言葉」PHP文庫
- 島田裕巳編著『「仏陀語録」オリジナル』三五館　2009
- 『ペルシア』平凡社　2009
- 『サハラ、砂漠の画廊 タッシリ・ナジェール古代岩壁画』新潮社　2010
- 『聖地巡礼 野町和嘉写真展』クレヴィス　2010
- 『ガンジス』新潮社　2011
- 『異次元の大地へ』クレヴィス　2012
- 『地平線の彼方から　人と大地のドキュメント』クレヴィス　2015
- 『極限高地　チベット・アンデス・エチオピアに生きる』日経ナショナルジオグラフィック社　2015
- 『ETHIOPIA 伝説の聖櫃』クレヴィス　2018
- 『シベリア収容所1992』クレヴィス　2022